# IEEE Transactions on Device and Materials Reliability
IEEE Transactions on Device and Materials Reliability  is een internationaal, aan collegiale toetsing onderworpen wetenschappelijk tijdschrift op het gebied van de natuurkunde. De naam wordt in literatuurverwijzingen meestal afgekort tot IEEE Trans. Device Mater. Reliab.
Het wordt uitgegeven door Institute of Electrical and Electronics Engineers en verschijnt 4 keer per jaar.
Het eerste nummer verscheen in 2001.